# Adaílton José dos Santos Filho
Adaílton José dos Santos Filho  (Salvador de Bahía, Brasil, 14 de abril de 1983) es un exfutbolista profesional brasileño. Durante su carrera se desempeñó como defensa central y su último club fue el Chicago Fire de la Major League Soccer de Estados Unidos.

## Clubes
| Club                  | País           | Año         |
| --------------------- | -------------- | ----------- |
| Esporte Clube Vitória | Brasil         | 2003 - 2004 |
| Stade Rennais         | Francia        | 2004 - 2006 |
| Santos FC             | Brasil         | 2007 - 2009 |
| FC Sion               | Suiza          | 2010 - 201  |
| Henan Jianye FC       | China          | 2012        |
| FC Sion               | Suiza          | 2012 - 2013 |
| FC Chiasso            | Suiza          | 2013 - 2014 |
| Esporte Clube Bahia   | Brasil         | 2014        |
| Chicago Fire          | Estados Unidos | 2015 - 2017 |